# Гонгакис, Спирос
Спирос Гонгакис (греч. Σπύρος Γογγάκης; 1923, Корфу — 2001, Афины) — греческий скульптор второй половины XX века.

## Биография
Гонгакис родился на острове Керкира (Корфу) в 1923 году. Учился в Школе изящных искусств в Афинах (Афинская школа изящных искусств ), у Михалиса Томпраса.
Окончил школу в 1955 году. Продолжил учёбу в Италии — Флоренция и Рим.
Скульптура Гонгакиса характеризуется академическими взглядами и монументальным подходом.
Среди самых значительных его произведений упоминаются:
- Надгробная стела девы (греч. κόρη, 1954, мрамор, Кладбище Керкиры)
- Епископ Феодорит Вресфенийский (1974, медь, высота 2,50 м, Вамвако Лакония)
- Фереос, Ригас (1975, высота 2,50 м, Лариса (город))
- Памятник Мавромихалис, Петросу, за который скульптор получил 2-й приз на всегреческом конкурсе.
- Четыре времени года (длина 1,80 м)

Памятник Константину Палеологу напротив кафедрального собора, Афины

- Памятник последнему императору Византии Константину Палеологу (1978, медь, Мистра).

Это самое известное произведение скульптора — памятник последнему императору Византии Константину Палеологу установлен в Мистре, где деспот Мореи Константин XI Палеолог принял титул императора и отправился в обречённый Константинополь, где и погиб героически защищая столицу Византии .. В 1990 году по заказу муниципалитета Афин скульптор выполнил копию статуи высотой в 2,50 м, которая была установлена напротив кафедрального собора архиепископа Афинского и всей Эллады (Собор Благовещения Пресвятой Богородицы (Афины).
Среди других произведений скульптора можно упомянуть Памятники павшим в Хаварио Элида, в городах Кастория, Западная Македония (1971, высота 3 м.) и Поликастрон, Центральная Македония (1972, высота 2.20 м.). Гонгакис также исполнил 46 медных рельефных портретов всех начальников Генерального штаба армии с 1896 года (Зал почёта Министерства обороны), а также ряд медалей с темами из греческой истории (1977—1978), включающий в себя и известную медаль с головой Демокрита.
Гонгакис выставлялся на греческих выставках 1957, 1959 и 1975 годов, а также на Международной выставке в Лиссабоне в 1979 году.